# ساول اونگارو
ساول اونگارو (انگلیسی: Saúl Ongaro; ۲۴ اوت ۱۹۱۶ – ۲۳ آوریل ۲۰۰۴) بازیکن فوتبال اهل آرژانتین بود.

## باشگاهی
از باشگاه‌هایی که در آن بازی کرده‌است می‌توان به باشگاه فوتبال استودیانتس و باشگاه فوتبال اونیورسیداد شیلی اشاره کرد.